# Dendrocopos assimilis
Dendrocopos assimilis là một loài chim trong họ Picidae.